# Тундра Землі Мері Берд
Тундра Землі Мері Берд — антарктичний екорегіон тундри, розташований в Західній Антарктиді.

## Географія
Екорегіон тундри Землі Мері Берд охоплює вільні від постійного льоду ділянки, широко розкидані по Землі Мері Берд в Західній Антарктиді, а також по деяких сусідніх островах в морях Амундсена і Росса, таких як острови Сайпл, Грант, Шепард та Редфорд. Частина цих вільних від льоду ділянок є невеликими прибережними островами або скелястими узбережжями, а частина являє собою нунатаки — поодинокі скелясті гірські вершини, що підіймаються над поверхнею льодовика. Найвищою вершиною регіону є сплячий щитовий вулкан Сідлі заввишки 4285 м, найвищий вулкан Антарктиди. Загалом екорегіон є одним з найвіддаленіших та найізольованіших в Антарктиді.
Майже 98 % всієї Антарктиди вкрито льодовиками, які містять 90 % світового льоду та майже 70 % прісної води на Землі. Західноантарктичний льодовиковий щит спускається до узбережжя, де переходить у шельфові льодовики, зокрема у шельфовий льодовик Гетца та у найбільший в Антарктиді шельфовий льодовик Росса. Взимку площа морського льоду у морях Амундсена і Росса збільшується у кілька разів, різко відсуваючи кордон відкритого океану від суходолу.
На більшу частину Землі Мері Берд не претендує жодна країна, а на її найзахіднішу частину, відому як Земля Короля Едуарда VII, претендує Нова Зеландія, як на частину Території Росса. Згідно Договору про Антарктику усі територіальні претензії в Антарктиці заморожені до 2048 року.

## Клімат
В межах екорегіону переважає дуже холодний клімат льодовикової шапки (EF за класифікацією кліматів Кеппена). Середньорічна температура у внутрішніх районах Землі Мері Берд коливається від -20 °C до -25 °C, а в прибережних районах — від -15 °C до -20 °C. На узбережжях регіону дмуть сильні стокові вітри. Земля Мері Берд лежить на південь від Південного полярного кола. Влітку тут триває полярний день, а взимку — полярна ніч.

## Флора і фауна
Незважаючи на значну віддаленість Землі Мері Берд, до неї було здійснено низку наукових експедицій, які дозволили дослідити біорізноманіття екорегіону. В його межах зареєстровано 9 видів мохів та 80 видів лишайників, а також кілька видів безхребетних тварин — коловерток та тихоходів. Кліщі, колемболи та нематоди в екорегіоні не зареєстровані. Одним з поширених в регіоні видів лишайників є Buellia frigida, відомий своєю надзвичайною стійкістю до екстремальних умов. Він використовується як модельний організм у астробіологічних дослідженнях, що моделюють космічні умови.
На узбережжях і прибережних островах екорегіону є шість гніздових колоній пінгвінів Аделі (Pygoscelis adeliae), розмір яких коливається від кількох сотень гніздових пар на острові Крузен до понад 40 000 гніздових пар на острові Шепард. Загальна популяція пінгвінів Аделі в екорегіоні становить трохи більше 50 000 пар. Серед інших птахів, що зустрічаються в екорегіоні, слід відзначити антарктичних поморників (Stercorarius maccormicki), імператорських пінгвінів (Aptenodytes forsteri), антарктичних буревісників (Thalassoica antarctica) та білих буревісників (Pagodroma nivea). На узбережжях морів Амундсена і Росса зустрічаються тюлені-крабоїди (Lobodon carcinophaga), тюлені Росса (Ommatophoca rossii), тюлені Ведделла (Leptonychotes weddellii) та морські леопарди (Hydrurga leptonyx). Ці ластоногі більшу частину часу проводять серед пакових льодів антарктичного шельфу, однак іноді виповзають на пляжі.

## Збереження
Територія екорегіону перебуває під захистом Протоколу про охорону навколишнього середовища згідно Договору про Антарктику. Особливі антарктичні природоохоронні території та наукові станції в екорегіоні відсутні. Люди рідко відвідують цей регіон.